# Rinaldo Scarlicchio

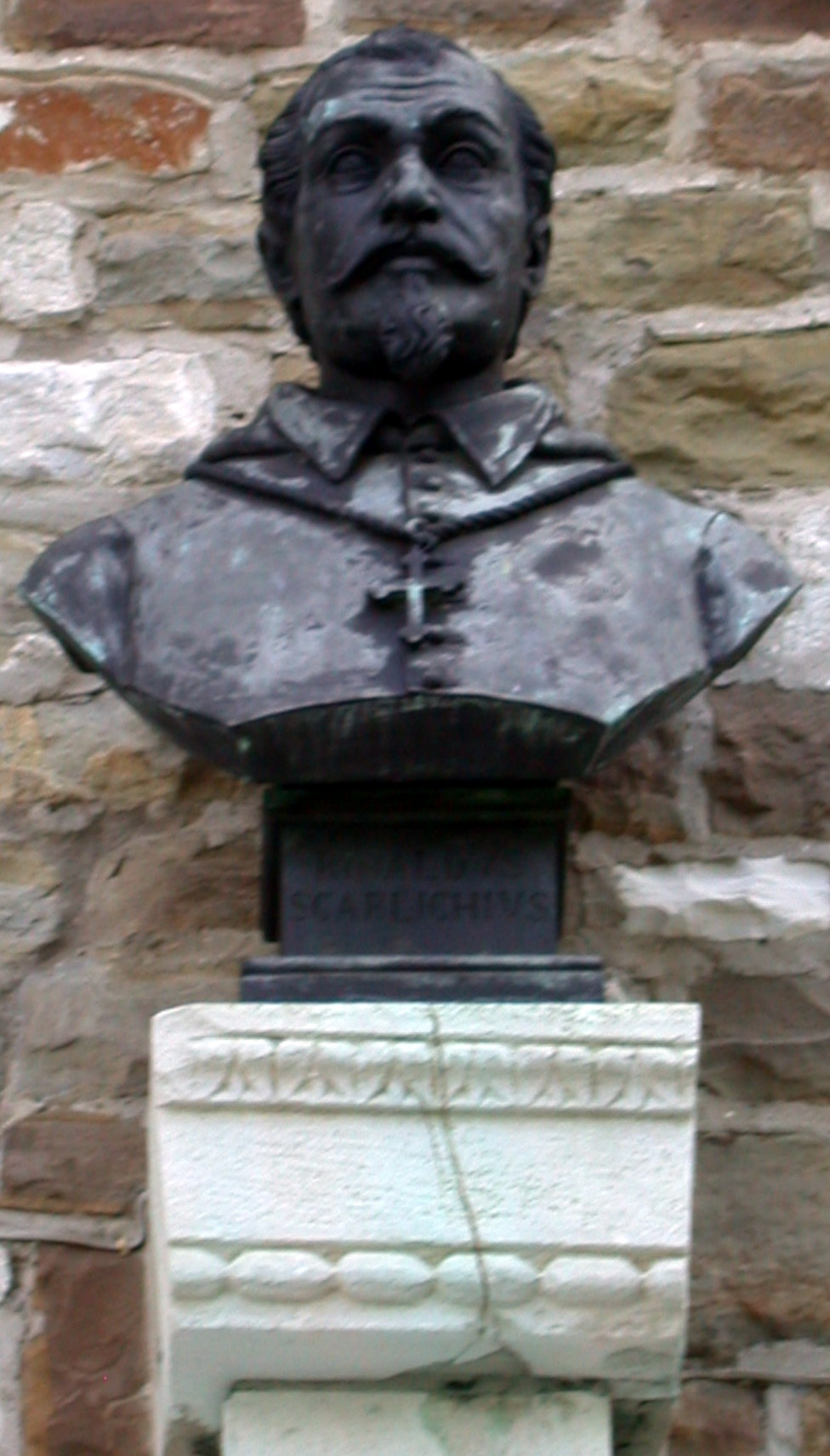
Borstbeeld van bisschop Scarlicchio aan de kathedraal van Triëst, Italië

Rinaldo Scarlicchio (Graz, circa 1582 – Ljubljana, 7 december 1640) was bisschop van Triëst (1621-1630) en nadien bisschop van Ljubljana (1630-1641) tot zijn overlijden. Beide bisdommen waren verbonden respectievelijk aan de vrije rijksstad Triëst en het hertogdom Krain, twee gebieden van de Oostenrijkse Habsburgers.

## Levensloop
Scarlicchio groeide op in Graz, in het hertogdom Stiermarken, een vorstendom van de Oostenrijkse Habsburgers. Hij trad in bij de kloosterorde der franciscanen. In 1621 benoemde de pas verkozen paus Gregorius XV hem tot bisschop van Triëst. Het was de bisschop van Ljubljana, Tommaso Chrön, die hem tot bisschop wijdde.
Bisschop Scarlicchio legde zich toe om de Contrareformatie door te voeren in Triëst; Triëst en andere steden in de streek kenden immers Lutheraanse gemeenten. Scarliccho schonk een kerkgebouw die eigendom was van het bisdom aan zijn orde, de franciscanen. De franciscanen kregen van graaf Matteo della Torre, heer van Duino, financiële steun om een klooster te bouwen. Tevens legde Scarlicchio de eerste steen voor de jezuïetenkerk in Triëst (1627). Volgens de mondelinge overleving deed Scarlicchio een vondst in de San Giusto kathedraal in Triëst: hij vond er de relikwieën van San Giusto, die als verloren waren beschouwd. Dit stimuleerde de verering van de patroonheilige van de kathedraal en van de stad.
Na zijn vertrek naar Ljubljana (1630) plaatsten de inwoners van Triëst een herdenkingsplaat in de kathedraal van Triëst. Naast de ingangspoort kwam later ook een borstbeeld.
De bisschopstroon van Ljubljana combineerde Scarlicchio met het stadhouderschap van het hertogdom Stiermarken, zijn geboorteland. Hij was stadhouder van 1630 tot 1638.
Hij stierf in Ljubljana in 1640.
- Gemeinsame Normdatei: 1089933088
- Virtual International Authority File: 391145858097123022125
- WorldCat: E39PBJmtFypTxvTXFvVGTKhCQq